# Ілля Малінін
Ілля Малінін (англ. Ilia Malinin; нар. 2 грудня 2004, Ферфакс, Вірджинія, США) — американський фігурист, що виступає в чоловічому одиночному катанні. Дворазовий чемпіон (2024, 2025) та бронзовий призер (2023) Чемпіонату світу. Дворазовий чемпіон (2023, 2024) та бронзовий призер (2022) Фіналу Гран-прі. Дворазовий чемпіон (2023, 2024) і срібний призер (2022) Чемпіонату США.
Малінін є першим і єдиним фігуристом, який чисто виконав четверний аксель, що вважається найважчим стрибком у фігурному катанні. За це його було внесено до Книги Рекордів Гіннеса.
У вересні 2022 року був включений до списку Time100 Next List журналу Time.
Станом на 18 листопада 2024 року посідає 1-е місце в рейтингу Міжнародного союзу ковзанярів.

## Біографія
Народився 2 грудня 2004 року у Ферфаксі, штат Вірджинія, США, у родині фігуристів Тетяни Малініної і Романа Скорнякова. У нього є молодша сестра Ліза, яка народилася у 2014 році. Він взяв прізвище своєї матері, оскільки його батьки вирішили, що прізвище батька буде складно вимовити.
Малінін відвідує середню школу ім. Джорджа К. Маршалла, його улюблений предмет — фізика. Він вільно володіє англійською та російською мовами. Захоплюється катанням своєї матері, Натана Чена, Євгена Плющенко, Михайла Коляди, Юдзуру Ханю.

## Спортивна кар'єра

### Початок
Малінін почав кататися на ковзанах у віці 6 років під опікою батьків. У дитинстві він віддавав перевагу грі в футбол, ніж фігурному катанню. Малінін став національним чемпіоном США серед юнаків 2016, національним чемпіоном США середнього рівня 2017 та бронзовим призером США серед новачків 2019. На просунутому рівні новачків він є чемпіоном Asian Open Trophy 2018 і срібним призером Golden Bear 2018.

### Серед юніорів

#### Сезон 2019—2020

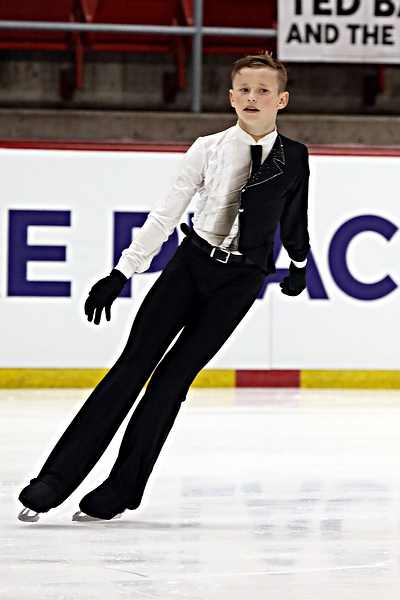
Малінін виступає на Junior Grand Prix United States

Малінін дебютував на міжнародному турнірі серед юніорів на Philadelphia Summer International, вигравши золото. На юніорських етапах Гран-прі він посів четверте місце на Junior Grand Prix United States і сьоме на Junior Grand Prix Italy. Малінін не зміг взяти участь у Чемпіонаті США 2020 через травму, але отримав путівку на Чемпіонат світу серед юніорів 2020 за попередніми результатами. На Чемпіонаті світу серед юніорів він був тринадцятим у короткій програмі та вісімнадцятим у довільній. У загальному заліку фінішував шістнадцятим.

#### Сезон 2020—2021
Через пандемію COVID-19 юніорський Гран-прі 2020—2021, де мав брати участь Малінін, було скасовано. Натомість його запросили на Skate America 2020 після того, як серію Гран-прі перетворили на напівдомашні змагання. Малінін посів п'яте місце на Skate America після того, як виконав два четверних стрибків — тулуп і сальхов, які він вивчив під час карантину.
Малінін не зміг взяти участь у Чемпіонаті США 2021 після пропуску кваліфікаційних змагань через травму щиколотки.

#### Сезон 2021—2022: Золото Чемпіонату світу серед юніорів

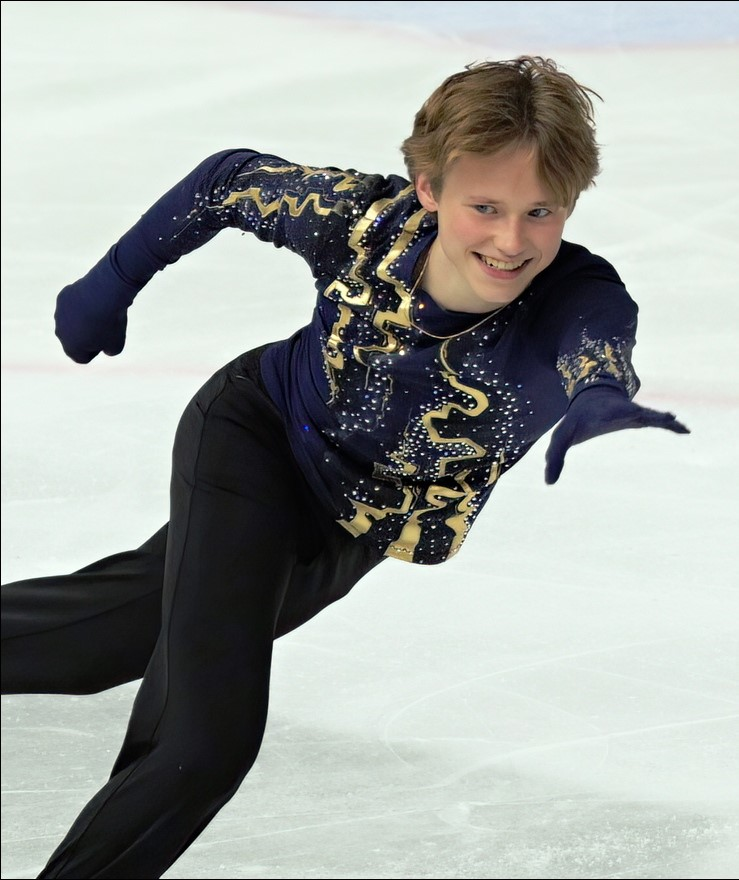
Малінін виступає на Cup of Austria 2021

Після відновлення етапів Гран-прі серед юніорів, Малінін повернувся до міжнародних змагань на першому етапі Junior Grand Prix France 2021 у Куршавелі, вигравши золоту медаль, незважаючи на помилки під час четверних стрибків в довільній програмі. На своєму другому етапі Гран-прі — Junior Grand Prix Austria 2021 у Лінці, Малінін був одним із фаворитів на золоту медаль і переміг із новими особистими рекордами. З двома золотими медалями він пройшов у Фінал Гран-прі серед юніорів. Однак пізніше Фінал було скасовано через обмеження на подорожі, яке було введено через поширення штаму коронавірусної інфекції «омікрон».
На CS Cup of Austria 2021 посів тринадцяте місце в короткій програмі і друге в довільній, а за підсумками двох програм завоював бронзову медаль. Змагаючись на Чемпіонаті США 2022, Малінін посів третє місце в короткій програмі і друге в довільній. У результаті фігурист виграв срібну медаль.
Напередодні Чемпіонату світу 2022 Малініна відправили на International Challenge Cup, щоб набрати необхідний технічний мінімум балів. Йому це вдалося, завоювавши золоту медаль. Під час змагань на Чемпіонаті світу в Монпельє Малінін фінішував четвертим у короткій програмі з особистим рекордом 100,16 балів, перевищивши свій попередній найкращий міжнародний результат майже на двадцять балів. Він відстав лише на 0,96 бала від Кадзукі Томоно, який посів третє місце. У довільній програмі він припустився помилок у двох четверних стрибках та став дев'ятим у загальному заліку.
Малінін завершив сезон на Чемпіонаті світу серед юніорів 2022. У короткій програмі він катався чисто і встановив новий юніорський світовий рекорд — 88,99 балів. Він також виграв довільну програму, встановивши юніорський світовий рекорд у цьому сегменті та за загальним заліком, взявши золоту медаль.

### Серед дорослих

#### Сезон 2022—2023: Четверний аксель та бронза дорослого Чемпіонату світу
Малінін відкрив сезон на 2022 CS US Classic. Після короткої програми він посів шосте місце. Його довільна програма складалася з п'яти четверних стрибків та четверного акселя, що зробило його першим фігуристом, який виконав цей стрибок на міжнародних змаганнях. Він посів перше місце у довільній програмі, набравши 257,28 бала, і став першим у загальному заліку.
На Japan Open у складі команди Північної Америки Малінін посів перше місце у чоловічому катанні, заробивши 193,80 балів, тоді як його команда посіла друге місце після Японії.
На Skate America 2022 у Норвуді, Массачусетс, США, Малінін посів четверте місце в короткій програмі. Під час довільної програми він виконав п'ять четверних стрибків: четверний аксель, четверний тулуп, четверний лутц, четверний сальхов, каскад четверний лутц—ойлер—потрійний сальхов (з падінням). У результаті він став першим і в довільній програмі, і в загальному заліку. Малінін є наймолодшим чемпіоном Skate America серед чоловіків в історії змагань.
На своєму другому етапі Гран-прі — Гран-прі Еспоо 2022, Малінін недокрутив два свої стрибки та спіткнувся зі свого потрійного акселя в короткій програмі, в результаті посівши друге місце в цьому сегменті. Виграв довільну програму, посів перше місце в загальному заліку та завоював свою другу золоту медаль на етапах Гран-прі. Ці результати кваліфікували його до Фіналу Гран-прі.
На змаганні Малінін посів п'яте місце в короткій програмі з результатом 80,10 бала. Він фінішував другим в довільній програмі і виграв бронзову медаль у загальному заліку.
Малінін виступав на Чемпіонаті США 2023 року як фаворит на золоту медаль. Він посів перше місце в короткій програмі. Планував зробити шість четверних стрибків у довільній програмі, але впав на одному та подвоїв два інших. Він посів друге місце в цьому сегменті, і виграв золоту медаль в загальному заліку.
На Чемпіонаті світу 2023 в Сайтамі Малінін посів друге місце в короткій програмі з результатом 100,38 бала, поступившись Сьомі Уно. Він поставив шість четверних стрибків в довільну програму: четверний аксель, четверний фліп, четверний лутц, четверний сальхов, четверний лутц в каскаді з потрійним сальховом через ойлер, четверний тулуп в каскаді з потрійним тулупом, але помилився під час фліпа і лутца. У результаті він посів третє місце в цьому сегменті. У загальному заліку також став третім.
На Командному чемпіонаті світу в Токіо посів перше місце в короткій програмі, набравши 105,90 бала. У довільній програмі став п'ятим, впавши з четверного акселя і четверного лутца. У результаті змагань збірна США виграла золоту медаль.

#### Сезон 2023—2024: Золото Чемпіонату світу та Фіналу Гран-прі

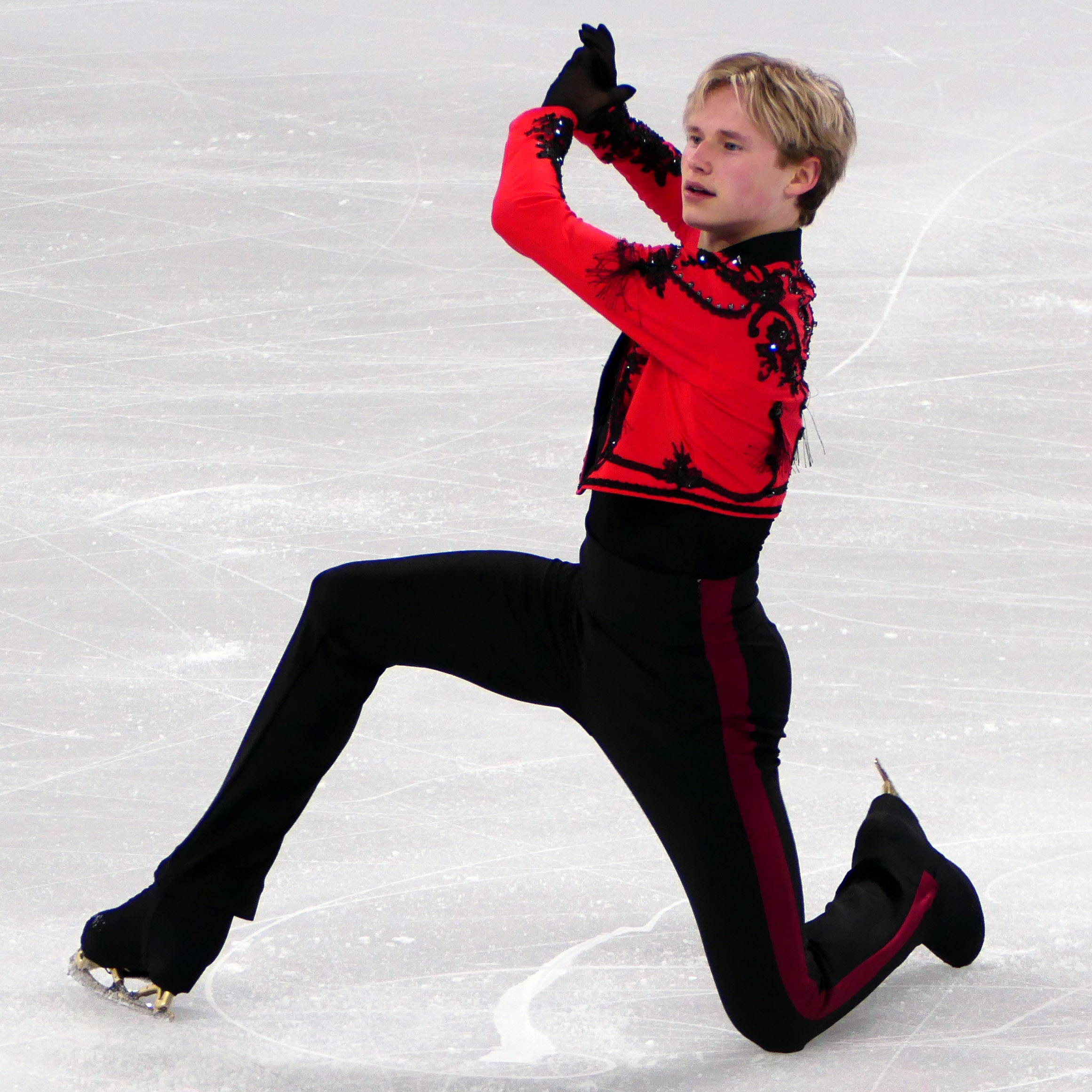
Малінін виступає на Чемпіонаті світу 2024 року

Малінін розпочав сезон 2023—2024 з виступу на CS Autumn Classic International, де виграв золоту медаль, набравши 100,87 балів. Його запросили взяти участь у Japan Open, де він посів перше місце серед чоловіків, тоді як команда стала другою у загальному заліку.
Ілля був призначений на етапи Гран-прі Skate America та Grand Prix de France. На Skate America 2023 фігурист виграв коротку і довільну програми. На цьому етапі він встановив нові особисті рекорди за результатами довільної програми (206,41 балів) і за сумою балів за обидві програми (310,47 балів), вигравши золото. Малінін виграв срібну медаль на своєму другому етапі Гран-прі, Grand Prix de France 2023, і кваліфікувався до Фіналу Гран-прі в Пекіні.
Під час короткої програми на Фіналі Гран-прі Ілля чисто виконав четверний аксель, що є першим в історії випадком, коли фігурист виконує цей стрибок у короткій програмі. На попередніх змаганнях Малінін успішно виконував четверний аксель, але лише під час довільної програми. Також він виконав потрійний аксель та касакад четверний лутц—потрійний тулуп. За результатами короткої програми посів перше місце. Під час довільної програми Малінін впав з четверного акселя, але чисто виконав четверний лутц, четверний рітбергер, четверний сальхов, каскади четверний лутц—ойлер—потрійний сальхов, четвертий лутц—потрійний тулуп та потрійний лутц—потрійний аксель. За результатами довільної програми також посів перше місце, в результаті вигравши золоту медаль. Крім того, Малінін став першим фігуристом у світі, який виконав усі четверні стрибки; також він встановив світовий рекорд за базовою вартістю елементів у довільній програмі, оновив свої особисті рекорди за кількістю балів за коротку та довільну програми, а також за сумою балів за обидві програми, і став першим за 6 років американським фігуристом, який виграв Фінал Гран-прі (після Натана Чена у 2017 році). Того ж року переміг на Чемпіонаті США.
На Чемпіонаті світу 2024 в Монреалі, Канада, посів третє місце в короткій програмі, набравши 105,97 балів, поступившись Сьомі Уно та Юмі Кагіямі. Під час довільної програми Малінін чисто виконав сім надскладних стрибків (четверний аксель, четверний лутц, четверний рітбергер, четверний сальхов, каскад четверний лутц—ойлер—потрійний фліп, каскад четверний тулуп—потрійний тулуп, каскад потрійний лутц—потрійний аксель), набрав 227,79 балів і став першим у цьому сегменті, встановивши світовий рекорд за кількістю балів у довільній програмі. За сумою двох програм фігурист набрав 333,76 балів і став першим у загальному заліку, вигравши золоту медаль. Після змагання він сказав: «Я зараз у шоці. Це так багато означає для мене. Останні кілька тижнів мені було дуже важко тренуватися, і я навіть мав думку, що я не зможу виступати на Чемпіонаті світу. Я так радий бути тут та бути на вершині прямо зараз. У моїй голові прозвучав тихий голос: „Незалежно від того, з чим тобі доведеться боротися, ти повинен продовжувати йти, незалежно від того, наскільки погано чи добре ти почуваєшся, ти просто повинен знати, на що ти здатний, і дотримуватися своєї м'язової пам'яті та тренувань“».

#### Сезон 2024—2025: Друге золото Чемпіонату світу

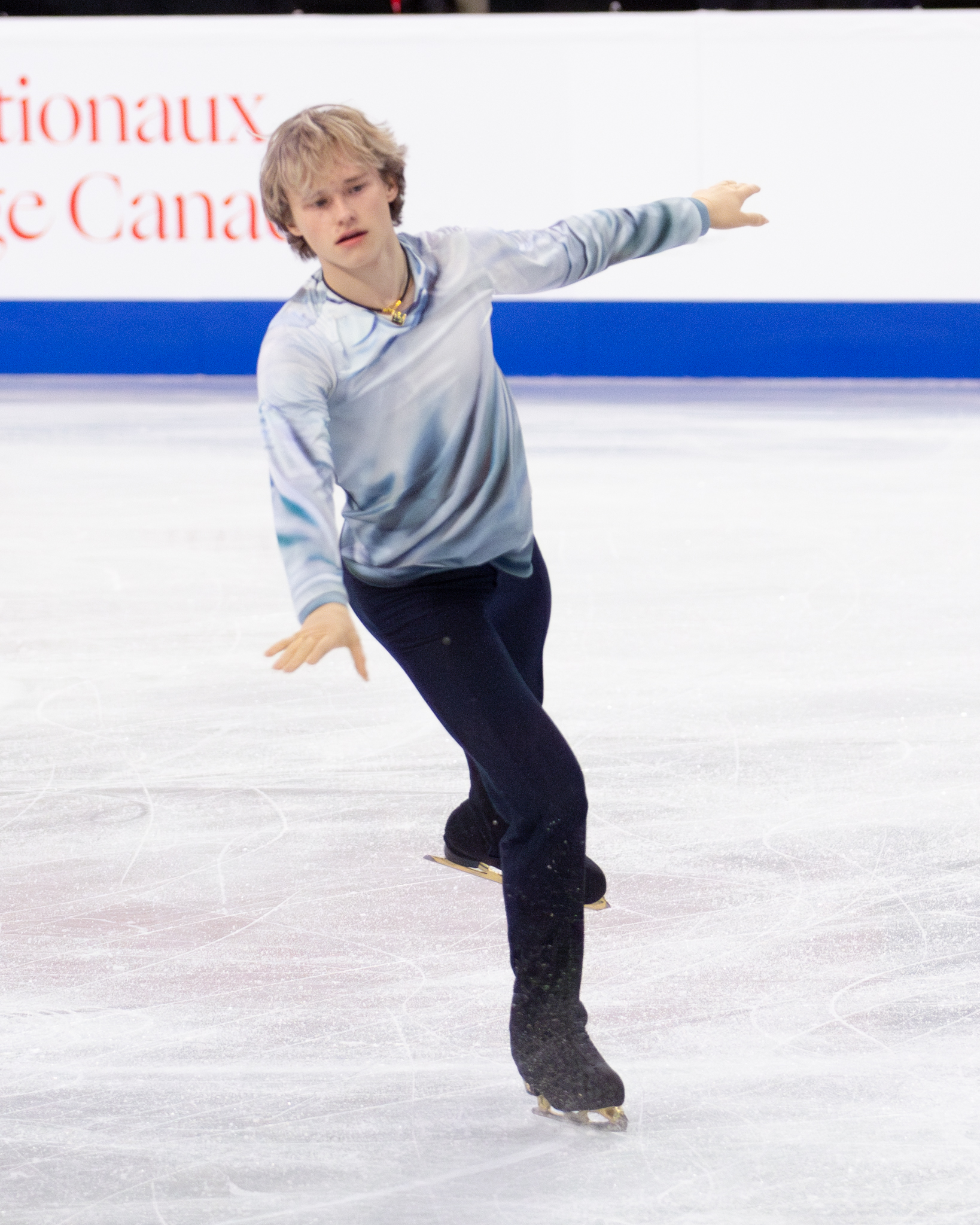
Малінін виступає на Skate Canada 2024

Малінін розпочав сезон на Челленджері Lombardia Trophy. Він виконав чисту коротку програму, подолавши бар'єр у 100 очок у своєму першому змаганні в сезоні. У довільній програмі він виконав сальто назад і подолав 200-очковий бар'єр та загальний 300-очковий бар'єр, вигравши золоту медаль.
На етапі Гран-прі Skate America він посів перше місце в короткій програмі та друге в довільній, припустившись кількох помилок. Однак у загальному заліку Малінін став першим, вигравши свою третю поспіль золоту медаль цього турніру. На етапі Skate Canada він також виграв золоту медаль, ставши першим фігуристом за 25 років, який переміг на турнірах Skate America та Skate Canada за один сезон.
У Фіналі Гран-прі у Греноблі, Франція, Малінін посів перше місце після короткої програми, набравши 105,43 бала. У довільній програмі він виконав сім четверних стрибків, а саме четверний фліп, четверний аксель, четверний лутц (падіння), четверний рітбергер, каскад четверний лутц—ойлер—потрійний сальхов, каскад четверний тулуп—потрійний тулуп, каскад четверний сальхов—потрійний аксель. Після довільної програми він був другим, набравши 186,69 балів, але в загальному заліку посів перше місце із загальною сумою 292,12 балів, ставши чемпіоном Фіналу Гран-прі вдруге поспіль. Також він став першим фігуристом в історії, який виконав в одній програмі всі можливі четверні стрибки.
У січні 2025 року Малінін брав участь у Чемпіонаті США 2025. У короткій програмі він набрав 114,08 балів. У довільній програмі він спробував виконати всі шість типів четверних стрибків, але впав на четверному ритбергері. Його довільна програма принесла йому 219,23 балів, збільшивши його загальний результат до 333,31 бала і забезпечивши йому третій поспіль титул національного чемпіона.
На Чемпіонаті світу 2025 року Малінін посів перше місце в короткій програмі, набравши 110,41 бала, що стало його новим особистим рекордом. Він вирішив не виконувати у програмі четверний аксель, а виконав четверний фліп, потрійний аксель, каскад четверний лутц—потрійний тулуп. У довільній програмі Малінін планував виконати сім четверних стрибків. Він чисто виконав шість: четверний фліп, четверний аксель, четверний лутц, четверний рітбергер, каскади четверний тулуп—ойлер—потрійний фліп та четверний сальхов—потрійний аксель, але помилився під час виконання лутца, і замість четверного виконав подвійний. Фігурист став першим у цьому сегменті, набравши 208,14 балів за довільну програму. У загальному заліку він набрав 318,56 балів і вдруге поспіль став чемпіоном світу.

## Стиль катання та досягнення
Серед колег-фігуристів, яких Малінін називав своїми натхненниками, є Євген Плющенко, Натан Чен, Михайло Коляда, Юдзуру Ханю, Олександра Трусова, а також його мати Тетяна Малініна.
Крім того, що Малінін відомий своєю здатністю виконувати широкий спектр четверних стрибків, зокрема усіх їхніх видів в одній програмі, він також виконував сальто назад на льоду, яке він почав додавати до своїх змагальних програм у сезоні 2024—2025 років після рішення ISU скасувати заборону на цей елемент.
Малініну також приписують запровадження унікального хореографічного ходу, де він використовує вхід «метелик», щоб підняти своє тіло в повітря для виконання одного повороту вбік. Він називає цей маневр «малиновим поворотом», оскільки Малінін російською означає «малина».

## Відзнаки та нагороди
- Потрапив до Книги Рекордів Гіннеса як перший і єдиний фігурист в історії, виконавший четверний аксель[39].
- Внесений до списку Time100 Next List журналу Time[40].
- Удостоєний резолюції Окружної наглядової ради Ферфакса[41].
- Нагорода в номінації «За особливі досягнення» на премії ISU Awards 2023[42].
- Нагорода в номінації «Найцінніший фігурист» на премії ISU Awards 2024[43].
- 2023—2024 нагорода «Вибір читачів» журналу SKATING[44].
- Список USA Today про спортсменів, які мають пробитися у 2025 році[45].
- ISU Skating Awards 2025: «Фігурист року», «Найцікавіша програма»[46].

## Програми
| Сезон     | Коротка програма                                                                                  | Довільна програма                                                                                         | Показові виступи                       |
| --------- | ------------------------------------------------------------------------------------------------- | --- | -------------------------------------- |
| 2024—2025 | - «Running» (у виконанні NF). Хореографиня-постановниця Ше-Лінн Бурн                              | - «I'm Not a Vampire (Revamped)» (у виконанні Falling in Reverse). Хореографиня-постановниця Ше-Лінн Бурн | - «Cage of Bones» Son Lux              |
| 2023—2024 | - «Малаґенья» (у виконанні Роні Бенісе). Хореографиня-постановниця: Ше-Лінн Бурн                  | - «Нащадки» (саундтрек з телесеріалу) Ніколас Брітелл. Хореографиня-постановниця: Ше-Лінн Бурн            | - «Tout l'univers» Gjon’s Tears        |
| 2022—2023 | - «I Put a Spell on You» (у виконанні Гару). Хореографія: Юрій Разгуляєв                          | - «Ейфорія» (саундтрек) Labrinth. Хореографія: Шей-Лінн Бурн                                              | - «The Search» NF - «Jealous» Labrinth |
| 2021—2022 | - «Billie Jean» (у виконанні Девіда Кука). Хореографія: Ірина Романова                            | - «Nobody Knows» Autograf - «Golden Age» Woodkid. Хореографія: Віктор Пфайфер                             |                                        |
| 2020—2021 | - «Billie Jean» (у виконанні Девіда Кука). Хореографія: Ірина Романова                            | - «Nobody Knows» Autograf - «Golden Age» Woodkid. Хореографія: Віктор Пфайфер                             |                                        |
| 2019—2020 | - «Make It Rain» (з серіалу «Сини Анархії»; у виконанні Еда Ширана). Хореографія: Тетяна Малініна | - «Writing's on the Wall» (з фільму «007: Спектр») Сем Сміт. Хореографія: Тетяна Малініна                 |                                        |

## Спортивні досягнення
| Змагання                                 | 18/19                    | 19/20                    | 20/21                    | 21/22                    | 22/23                    | 23/24                    | 24/25                    |
| Міжнародні індивідуальні                 | Міжнародні індивідуальні | Міжнародні індивідуальні | Міжнародні індивідуальні | Міжнародні індивідуальні | Міжнародні індивідуальні | Міжнародні індивідуальні | Міжнародні індивідуальні |
| ---------------------------------------- | ------------------------ | ------------------------ | ------------------------ | ------------------------ | ------------------------ | ------------------------ | ------------------------ |
| Чемпіонат світу                          |                          |                          |                          | 9                        | 3                        | 1                        | 1                        |
| Фінал Гран-прі                           |                          |                          |                          |                          | 3                        | 1                        | 1                        |
| Етап Гран-прі. Skate America             |                          |                          | 5                        |                          | 1                        | 1                        | 1                        |
| Етап Гран-прі. Skate Canada              |                          |                          |                          |                          |                          |                          | 1                        |
| Етап Гран-прі. Grand Prix de France      |                          |                          |                          |                          |                          | 2                        |                          |
| Етап Гран-прі. Фінляндія                 |                          |                          |                          |                          | 1                        |                          |                          |
| Челленджер. Lombardia Trophy             |                          |                          |                          |                          |                          |                          | 1                        |
| Челленджер. U.S. Classic                 |                          |                          |                          |                          | 1                        |                          |                          |
| Челленджер. Autumn Classic International |                          |                          |                          |                          |                          | 1                        |                          |
| Челленджер. Ice Challenge                |                          |                          |                          | 3                        |                          |                          |                          |
| Challenge Cup                            |                          |                          |                          | 1                        |                          |                          |                          |
| Міжнародні командні                      |                          |                          |                          |                          |                          |                          |                          |
| Japan Open                               |                          |                          |                          |                          | 2                        | 2                        |                          |
| Міжнародні юніорські                     |                          |                          |                          |                          |                          |                          |                          |
| Чемпіонат світу серед юніорів            |                          | 16                       |                          | 1                        |                          |                          |                          |
| Фінал юніорського Гран-прі               |                          |                          |                          |                          |                          |                          |                          |
| Етап юніорського Гран-прі. Австрія       |                          |                          |                          | 1                        |                          |                          |                          |
| Етап юніорського Гран-прі. Франція       |                          |                          |                          | 1                        |                          |                          |                          |
| Етап юніорського Гран-прі. Італія        |                          | 7                        |                          |                          |                          |                          |                          |
| Етап юніорського Гран-прі. США           |                          | 4                        |                          |                          |                          |                          |                          |
| Philadelphia Summer                      |                          | 1                        |                          |                          |                          |                          |                          |
| Міжнародні серед новачків                |                          |                          |                          |                          |                          |                          |                          |
| Asian Open                               | 1                        |                          |                          |                          |                          |                          |                          |
| Золотий Ведмідь Загреба                  | 2                        |                          |                          |                          |                          |                          |                          |
| Національні                              |                          |                          |                          |                          |                          |                          |                          |
| Чемпіонат США                            | 3 N                      |                          |                          | 2                        | 1                        | 1                        | 1                        |
| Eastern Sect.                            | 1 N                      | 2 J                      |                          |                          |                          |                          |                          |
| South Atlantic                           | 2 N                      |                          |                          |                          |                          |                          |                          |
| N = рівень новачків; J = рівень юніорів  |                          |                          |                          |                          |                          |                          |                          |